# 学象耶稣歌
《学象耶稣歌》，或依歌词首句作《主，我愿做你信徒》，是一首美国民谣基督教赞美诗。该诗词曲作者不详，据说源于18世纪中叶一位黑奴的请求之语，由一位叫William Davis的牧师代写。